# Râul Ciolac
Râul Ciolac este un curs de apă, afluent al râului Bașeu. 